# 偏亚砷酸锂
偏亚砷酸锂是一种无机化合物，化学式为LiAsO2。

## 制备
偏亚砷酸锂可以由三氧化二砷和碳酸锂、氢氧化锂、硝酸锂或氧化锂在固相加热100~400℃反应得到（碳酸锂加热温度为100~600℃）：
Li2CO3 + As2O3→2 LiAsO2 + CO2↑

## 用途
偏亚砷酸锂可以用于制备六氟砷酸锂。